# U20-världsmästerskapet i fotboll 1981
U20-världsmästerskapet i fotboll 1981 var den tredje upplagan av U20-VM. Turneringen spelades i Australien 3–18 oktober 1981.

## Gruppspel

### Grupp A
| Nr | Lag     | S | V | O | F | GM | IM | MS | P |
| -- | ------- | - | - | - | - | -- | -- | -- | - |
| 1  | Uruguay | 3 | 3 | 0 | 0 | 5  | 0  | +5 | 6 |
| 2  | Qatar   | 3 | 1 | 1 | 1 | 2  | 2  | 0  | 3 |
| 3  | Polen   | 3 | 1 | 0 | 2 | 4  | 2  | +2 | 2 |
| 4  | USA     | 3 | 0 | 1 | 2 | 1  | 8  | −7 | 1 |

| 1          | 3 oktober 1981 | Polen | 0 – 1           | Qatar            | Lang Park                                                  |                                                            |
| 18:30 UTC+ | 18:30 UTC+     |       | (0 – 1) Rapport | 37′ Badir Beleal | Brisbane Publik: 17 200 Domare: Tony Boskovic (Australien) | Brisbane Publik: 17 200 Domare: Tony Boskovic (Australien) |
| 18:30 UTC+ | 18:30 UTC+     |       |                 |                  | Brisbane Publik: 17 200 Domare: Tony Boskovic (Australien) | Brisbane Publik: 17 200 Domare: Tony Boskovic (Australien) |
| 18:30 UTC+ | 18:30 UTC+     |       |                 |                  | Brisbane Publik: 17 200 Domare: Tony Boskovic (Australien) | Brisbane Publik: 17 200 Domare: Tony Boskovic (Australien) |

| 2          | 3 oktober 1981 | USA | 0 – 3           | Uruguay                                                             | Lang Park                                                        |                                                                  |
| 20:30 UTC+ | 20:30 UTC+     |     | (0 – 1) Rapport | 5′ Javier López Baez 60′ Carlos Aguilera 67′ Jorge Orosmán da Silva | Brisbane Publik: 17 200 Domare: Emilio Soriano Aladren (Spanien) | Brisbane Publik: 17 200 Domare: Emilio Soriano Aladren (Spanien) |
| 20:30 UTC+ | 20:30 UTC+     |     |                 |                                                                     | Brisbane Publik: 17 200 Domare: Emilio Soriano Aladren (Spanien) | Brisbane Publik: 17 200 Domare: Emilio Soriano Aladren (Spanien) |
| 20:30 UTC+ | 20:30 UTC+     |     |                 |                                                                     | Brisbane Publik: 17 200 Domare: Emilio Soriano Aladren (Spanien) | Brisbane Publik: 17 200 Domare: Emilio Soriano Aladren (Spanien) |

| 11         | 6 oktober 1981 | USA            | 1 – 1           | Qatar            | Lang Park                                                    |                                                              |
| 18:30 UTC+ | 18:30 UTC+     | Mark Devey 43′ | (1 – 0) Rapport | 56′ Badir Beleal | Brisbane Publik: 10 122 Domare: Tesfaye Gebreyesus (Eritrea) | Brisbane Publik: 10 122 Domare: Tesfaye Gebreyesus (Eritrea) |
| 18:30 UTC+ | 18:30 UTC+     |                |                 |                  | Brisbane Publik: 10 122 Domare: Tesfaye Gebreyesus (Eritrea) | Brisbane Publik: 10 122 Domare: Tesfaye Gebreyesus (Eritrea) |
| 18:30 UTC+ | 18:30 UTC+     |                |                 |                  | Brisbane Publik: 10 122 Domare: Tesfaye Gebreyesus (Eritrea) | Brisbane Publik: 10 122 Domare: Tesfaye Gebreyesus (Eritrea) |

| 12         | 6 oktober 1981 | Uruguay                    | 1 – 0           | Polen | Lang Park                                                        |                                                                  |
| 20:30 UTC+ | 20:30 UTC+     | Jorge Orosmán da Silva 58′ | (0 – 0) Rapport |       | Brisbane Publik: 10 122 Domare: Antonio Márquez Ramírez (Mexiko) | Brisbane Publik: 10 122 Domare: Antonio Márquez Ramírez (Mexiko) |
| 20:30 UTC+ | 20:30 UTC+     |                            |                 |       | Brisbane Publik: 10 122 Domare: Antonio Márquez Ramírez (Mexiko) | Brisbane Publik: 10 122 Domare: Antonio Márquez Ramírez (Mexiko) |
| 20:30 UTC+ | 20:30 UTC+     |                            |                 |       | Brisbane Publik: 10 122 Domare: Antonio Márquez Ramírez (Mexiko) | Brisbane Publik: 10 122 Domare: Antonio Márquez Ramírez (Mexiko) |

| 17         | 8 oktober 1981 | Qatar | 0 – 1           | Uruguay            | Lang Park                                                 |                                                           |
| 19:00 UTC+ | 19:00 UTC+     |       | (0 – 0) Rapport | 52′ Jorge Villazan | Brisbane Publik: 8 264 Domare: Stanislas Kamdem (Kamerun) | Brisbane Publik: 8 264 Domare: Stanislas Kamdem (Kamerun) |
| 19:00 UTC+ | 19:00 UTC+     |       |                 |                    | Brisbane Publik: 8 264 Domare: Stanislas Kamdem (Kamerun) | Brisbane Publik: 8 264 Domare: Stanislas Kamdem (Kamerun) |
| 19:00 UTC+ | 19:00 UTC+     |       |                 |                    | Brisbane Publik: 8 264 Domare: Stanislas Kamdem (Kamerun) | Brisbane Publik: 8 264 Domare: Stanislas Kamdem (Kamerun) |

| 18         | 8 oktober 1981 | Polen                                                            | 4 – 0           | USA | Lang Park                                                 |                                                           |
| 21:00 UTC+ | 21:00 UTC+     | Piotr Rzepka 17′ Jerzy Kowalik 18′ Dariusz Dziekanowski 65′, 67′ | (2 – 0) Rapport |     | Brisbane Publik: 8 264 Domare: Tony Boskovic (Australien) | Brisbane Publik: 8 264 Domare: Tony Boskovic (Australien) |
| 21:00 UTC+ | 21:00 UTC+     |                                                                  |                 |     | Brisbane Publik: 8 264 Domare: Tony Boskovic (Australien) | Brisbane Publik: 8 264 Domare: Tony Boskovic (Australien) |
| 21:00 UTC+ | 21:00 UTC+     |                                                                  |                 |     | Brisbane Publik: 8 264 Domare: Tony Boskovic (Australien) | Brisbane Publik: 8 264 Domare: Tony Boskovic (Australien) |

### Grupp B
| Nr | Lag       | S | V | O | F | GM | IM | MS | P |
| -- | --------- | - | - | - | - | -- | -- | -- | - |
| 1  | Brasilien | 3 | 2 | 1 | 0 | 5  | 1  | +4 | 5 |
| 2  | Rumänien  | 3 | 2 | 1 | 0 | 3  | 1  | +2 | 5 |
| 3  | Sydkorea  | 3 | 1 | 0 | 2 | 4  | 5  | −1 | 2 |
| 4  | Italien   | 3 | 0 | 0 | 3 | 1  | 6  | −5 | 0 |

| 3          | 3 oktober 1981 | Italien            | 1 – 4           | Sydkorea                                                | Olympic Park Stadium                                   |                                                        |
| 18:30 UTC+ | 18:30 UTC+     | Pietro Mariani 83′ | (0 – 3) Rapport | 7′ Kwak Sung-Ho 12′, 29′ Choi Soon-Ho 88′ Lee Kyung-Nam | Melbourne Publik: 13 538 Domare: Gastón Castro (Chile) | Melbourne Publik: 13 538 Domare: Gastón Castro (Chile) |
| 18:30 UTC+ | 18:30 UTC+     |                    |                 |                                                         | Melbourne Publik: 13 538 Domare: Gastón Castro (Chile) | Melbourne Publik: 13 538 Domare: Gastón Castro (Chile) |
| 18:30 UTC+ | 18:30 UTC+     |                    |                 |                                                         | Melbourne Publik: 13 538 Domare: Gastón Castro (Chile) | Melbourne Publik: 13 538 Domare: Gastón Castro (Chile) |

| 4          | 3 oktober 1981 | Rumänien         | 1 – 1           | Brasilien  | Olympic Park Stadium                                       |                                                            |
| 20:30 UTC+ | 20:30 UTC+     | Dorel Zamfir 82′ | (0 – 0) Rapport | 67′ Leomir | Melbourne Publik: 13 538 Domare: George Courtney (England) | Melbourne Publik: 13 538 Domare: George Courtney (England) |
| 20:30 UTC+ | 20:30 UTC+     |                  |                 |            | Melbourne Publik: 13 538 Domare: George Courtney (England) | Melbourne Publik: 13 538 Domare: George Courtney (England) |
| 20:30 UTC+ | 20:30 UTC+     |                  |                 |            | Melbourne Publik: 13 538 Domare: George Courtney (England) | Melbourne Publik: 13 538 Domare: George Courtney (England) |

| 13         | 6 oktober 1981 | Rumänien        | 1 – 0           | Sydkorea | Olympic Park Stadium                                              |                                                                   |
| 18:45 UTC+ | 18:45 UTC+     | Stere Sertov 5′ | (1 – 0) Rapport |          | Melbourne Publik: 17 500 Domare: Jorge Eduardo Romero (Argentina) | Melbourne Publik: 17 500 Domare: Jorge Eduardo Romero (Argentina) |
| 18:45 UTC+ | 18:45 UTC+     |                 |                 |          | Melbourne Publik: 17 500 Domare: Jorge Eduardo Romero (Argentina) | Melbourne Publik: 17 500 Domare: Jorge Eduardo Romero (Argentina) |
| 18:45 UTC+ | 18:45 UTC+     |                 |                 |          | Melbourne Publik: 17 500 Domare: Jorge Eduardo Romero (Argentina) | Melbourne Publik: 17 500 Domare: Jorge Eduardo Romero (Argentina) |

| 14         | 6 oktober 1981 | Brasilien       | 1 – 0           | Italien | Olympic Park Stadium                                        |                                                             |
| 20:45 UTC+ | 20:45 UTC+     | Djalma Baia 56′ | (0 – 0) Rapport |         | Melbourne Publik: 17 500 Domare: Jan Redelfs (Västtyskland) | Melbourne Publik: 17 500 Domare: Jan Redelfs (Västtyskland) |
| 20:45 UTC+ | 20:45 UTC+     |                 |                 |         | Melbourne Publik: 17 500 Domare: Jan Redelfs (Västtyskland) | Melbourne Publik: 17 500 Domare: Jan Redelfs (Västtyskland) |
| 20:45 UTC+ | 20:45 UTC+     |                 |                 |         | Melbourne Publik: 17 500 Domare: Jan Redelfs (Västtyskland) | Melbourne Publik: 17 500 Domare: Jan Redelfs (Västtyskland) |

| 19         | 8 oktober 1981 | Sydkorea | 0 – 3           | Brasilien                                              | Olympic Park Stadium                                           |                                                                |
| 18:45 UTC+ | 18:45 UTC+     |          | (0 – 0) Rapport | 48′ Paulo Roberto 61′ Ronaldão 79′ (sjm.) Jun Jong-Son | Melbourne Publik: 9 000 Domare: Hussein Fahmy Baheig (Egypten) | Melbourne Publik: 9 000 Domare: Hussein Fahmy Baheig (Egypten) |
| 18:45 UTC+ | 18:45 UTC+     |          |                 |                                                        | Melbourne Publik: 9 000 Domare: Hussein Fahmy Baheig (Egypten) | Melbourne Publik: 9 000 Domare: Hussein Fahmy Baheig (Egypten) |
| 18:45 UTC+ | 18:45 UTC+     |          |                 |                                                        | Melbourne Publik: 9 000 Domare: Hussein Fahmy Baheig (Egypten) | Melbourne Publik: 9 000 Domare: Hussein Fahmy Baheig (Egypten) |

| 20         | 8 oktober 1981 | Italien | 0 – 1           | Rumänien                 | Olympic Park Stadium                                      |                                                           |
| 20:45 UTC+ | 20:45 UTC+     |         | (0 – 0) Rapport | 56′ (str.) Romulus Gabor | Melbourne Publik: 9 000 Domare: Bob Valentine (Skottland) | Melbourne Publik: 9 000 Domare: Bob Valentine (Skottland) |
| 20:45 UTC+ | 20:45 UTC+     |         |                 |                          | Melbourne Publik: 9 000 Domare: Bob Valentine (Skottland) | Melbourne Publik: 9 000 Domare: Bob Valentine (Skottland) |
| 20:45 UTC+ | 20:45 UTC+     |         |                 |                          | Melbourne Publik: 9 000 Domare: Bob Valentine (Skottland) | Melbourne Publik: 9 000 Domare: Bob Valentine (Skottland) |

### Grupp C
| Nr | Lag          | S | V | O | F | GM | IM | MS | P |
| -- | ------------ | - | - | - | - | -- | -- | -- | - |
| 1  | Västtyskland | 3 | 2 | 0 | 1 | 6  | 4  | +2 | 4 |
| 2  | Egypten      | 3 | 1 | 2 | 0 | 7  | 6  | +1 | 4 |
| 3  | Mexiko       | 3 | 0 | 2 | 1 | 4  | 5  | −1 | 2 |
| 4  | Spanien      | 3 | 0 | 2 | 1 | 5  | 7  | −2 | 2 |

| 5          | 3 oktober 1981 | Spanien                                 | 2 – 2           | Egypten                | Hindmarsh Stadium                                      |                                                        |
| 19:00 UTC+ | 19:00 UTC+     | Sebastian López 65′ Sebastian Nadal 74′ | (0 – 1) Rapport | 6′, 78′ Taher Abouzaid | Adelaide Publik: 7 504 Domare: Lee Woo Bong (Sydkorea) | Adelaide Publik: 7 504 Domare: Lee Woo Bong (Sydkorea) |
| 19:00 UTC+ | 19:00 UTC+     |                                         |                 |                        | Adelaide Publik: 7 504 Domare: Lee Woo Bong (Sydkorea) | Adelaide Publik: 7 504 Domare: Lee Woo Bong (Sydkorea) |
| 19:00 UTC+ | 19:00 UTC+     |                                         |                 |                        | Adelaide Publik: 7 504 Domare: Lee Woo Bong (Sydkorea) | Adelaide Publik: 7 504 Domare: Lee Woo Bong (Sydkorea) |

| 6          | 3 oktober 1981 | Västtyskland  | 1 – 0           | Mexiko | Hindmarsh Stadium                                        |                                                          |
| 21:00 UTC+ | 21:00 UTC+     | Ralf Loose 2′ | (1 – 0) Rapport |        | Adelaide Publik: 7 504 Domare: Bob Valentine (Skottland) | Adelaide Publik: 7 504 Domare: Bob Valentine (Skottland) |
| 21:00 UTC+ | 21:00 UTC+     |               |                 |        | Adelaide Publik: 7 504 Domare: Bob Valentine (Skottland) | Adelaide Publik: 7 504 Domare: Bob Valentine (Skottland) |
| 21:00 UTC+ | 21:00 UTC+     |               |                 |        | Adelaide Publik: 7 504 Domare: Bob Valentine (Skottland) | Adelaide Publik: 7 504 Domare: Bob Valentine (Skottland) |

| 15         | 6 oktober 1981 | Västtyskland   | 1 – 2           | Egypten                                     | Hindmarsh Stadium                                                |                                                                  |
| 19:00 UTC+ | 19:00 UTC+     | Ralf Loose 35′ | (1 – 1) Rapport | 31′ Mohamed Helmi 54′ (str.) Taher Abouzaid | Adelaide Publik: 14 120 Domare: Rómulo Méndez Molina (Guatemala) | Adelaide Publik: 14 120 Domare: Rómulo Méndez Molina (Guatemala) |
| 19:00 UTC+ | 19:00 UTC+     |                |                 |                                             | Adelaide Publik: 14 120 Domare: Rómulo Méndez Molina (Guatemala) | Adelaide Publik: 14 120 Domare: Rómulo Méndez Molina (Guatemala) |
| 19:00 UTC+ | 19:00 UTC+     |                |                 |                                             | Adelaide Publik: 14 120 Domare: Rómulo Méndez Molina (Guatemala) | Adelaide Publik: 14 120 Domare: Rómulo Méndez Molina (Guatemala) |

| 16         | 6 oktober 1981 | Mexiko           | 1 – 1           | Spanien                    | Hindmarsh Stadium                                             |                                                               |
| 21:00 UTC+ | 21:00 UTC+     | Agustin Coss 75′ | (0 – 1) Rapport | 45′ (str.) Sebastian López | Adelaide Publik: 14 120 Domare: Jose Martinez Bazan (Uruguay) | Adelaide Publik: 14 120 Domare: Jose Martinez Bazan (Uruguay) |
| 21:00 UTC+ | 21:00 UTC+     |                  |                 |                            | Adelaide Publik: 14 120 Domare: Jose Martinez Bazan (Uruguay) | Adelaide Publik: 14 120 Domare: Jose Martinez Bazan (Uruguay) |
| 21:00 UTC+ | 21:00 UTC+     |                  |                 |                            | Adelaide Publik: 14 120 Domare: Jose Martinez Bazan (Uruguay) | Adelaide Publik: 14 120 Domare: Jose Martinez Bazan (Uruguay) |

| 21         | 8 oktober 1981 | Egypten                                       | 3 – 3           | Mexiko                                                       | Bruce Stadium                                                  |                                                                |
| 18:30 UTC+ | 18:30 UTC+     | Jose Guillen 33′ (sjm.) Hisham Saleh 64′, 71′ | (1 – 2) Rapport | 18′ Jose Enrique Vaca 28′ Gonzalez Farfan 69′ Iidefonso Rios | Canberra Publik: 8 150 Domare: Henning Lund-Sorensen (Danmark) | Canberra Publik: 8 150 Domare: Henning Lund-Sorensen (Danmark) |
| 18:30 UTC+ | 18:30 UTC+     |                                               |                 |                                                              | Canberra Publik: 8 150 Domare: Henning Lund-Sorensen (Danmark) | Canberra Publik: 8 150 Domare: Henning Lund-Sorensen (Danmark) |
| 18:30 UTC+ | 18:30 UTC+     |                                               |                 |                                                              | Canberra Publik: 8 150 Domare: Henning Lund-Sorensen (Danmark) | Canberra Publik: 8 150 Domare: Henning Lund-Sorensen (Danmark) |

| 22         | 8 oktober 1981 | Spanien                                | 2 – 4           | Västtyskland                                                 | Bruce Stadium                                                    |                                                                  |
| 20:30 UTC+ | 20:30 UTC+     | Francisco López 72′ Jorge Fabregat 78′ | (0 – 1) Rapport | 29′ Martin Trieb 47′, 85′ Roland Wohlfarth 55′ Holger Anthes | Canberra Publik: 14 120 Domare: Arnaldo Cézar Coelho (Brasilien) | Canberra Publik: 14 120 Domare: Arnaldo Cézar Coelho (Brasilien) |
| 20:30 UTC+ | 20:30 UTC+     |                                        |                 |                                                              | Canberra Publik: 14 120 Domare: Arnaldo Cézar Coelho (Brasilien) | Canberra Publik: 14 120 Domare: Arnaldo Cézar Coelho (Brasilien) |
| 20:30 UTC+ | 20:30 UTC+     |                                        |                 |                                                              | Canberra Publik: 14 120 Domare: Arnaldo Cézar Coelho (Brasilien) | Canberra Publik: 14 120 Domare: Arnaldo Cézar Coelho (Brasilien) |

### Grupp D
| Nr | Lag        | S | V | O | F | GM | IM | MS | P |
| -- | ---------- | - | - | - | - | -- | -- | -- | - |
| 1  | England    | 3 | 1 | 2 | 0 | 4  | 2  | +2 | 4 |
| 2  | Australien | 3 | 1 | 2 | 0 | 6  | 5  | +1 | 4 |
| 3  | Argentina  | 3 | 1 | 1 | 1 | 3  | 3  | 0  | 3 |
| 4  | Kamerun    | 3 | 0 | 1 | 2 | 3  | 6  | −3 | 1 |

| 7          | 3 oktober 1981 | England                               | 2 – 0           | Kamerun | Sports Ground                                        |                                                      |
| 13:00 UTC+ | 13:00 UTC+     | Anthony Finnigan 57′ Geoffrey Dey 78′ | (0 – 0) Rapport |         | Sydney Publik: 15 814 Domare: Toshikazu Sano (Japan) | Sydney Publik: 15 814 Domare: Toshikazu Sano (Japan) |
| 13:00 UTC+ | 13:00 UTC+     |                                       |                 |         | Sydney Publik: 15 814 Domare: Toshikazu Sano (Japan) | Sydney Publik: 15 814 Domare: Toshikazu Sano (Japan) |
| 13:00 UTC+ | 13:00 UTC+     |                                       |                 |         | Sydney Publik: 15 814 Domare: Toshikazu Sano (Japan) | Sydney Publik: 15 814 Domare: Toshikazu Sano (Japan) |

| 8          | 3 oktober 1981 | Australien                      | 2 – 1           | Argentina           | Sports Ground                                       |                                                     |
| 15:00 UTC+ | 15:00 UTC+     | Mark Koussas 79′ Ian Hunter 89′ | (0 – 0) Rapport | 66′ Claudio Morresi | Sydney Publik: 15 814 Domare: Alojzy Jarguz (Polen) | Sydney Publik: 15 814 Domare: Alojzy Jarguz (Polen) |
| 15:00 UTC+ | 15:00 UTC+     |                                 |                 |                     | Sydney Publik: 15 814 Domare: Alojzy Jarguz (Polen) | Sydney Publik: 15 814 Domare: Alojzy Jarguz (Polen) |
| 15:00 UTC+ | 15:00 UTC+     |                                 |                 |                     | Sydney Publik: 15 814 Domare: Alojzy Jarguz (Polen) | Sydney Publik: 15 814 Domare: Alojzy Jarguz (Polen) |

| 9          | 5 oktober 1981 | Australien                                     | 3 – 3           | Kamerun                                           | Newcastle Stadium                                          |                                                            |
| 15:00 UTC+ | 15:00 UTC+     | David Mitchell 9′ Mark Koussas 53′, 78′ (str.) | (1 – 2) Rapport | 17′ Bertin Olle Olle 35′, 52′ Boneventure Djonkep | Newcastle Publik: 13 797 Domare: Toros Kibritjian (Syrien) | Newcastle Publik: 13 797 Domare: Toros Kibritjian (Syrien) |
| 15:00 UTC+ | 15:00 UTC+     |                                                |                 |                                                   | Newcastle Publik: 13 797 Domare: Toros Kibritjian (Syrien) | Newcastle Publik: 13 797 Domare: Toros Kibritjian (Syrien) |
| 15:00 UTC+ | 15:00 UTC+     |                                                |                 |                                                   | Newcastle Publik: 13 797 Domare: Toros Kibritjian (Syrien) | Newcastle Publik: 13 797 Domare: Toros Kibritjian (Syrien) |

| 10         | 5 oktober 1981 | England           | 1 – 1           | Argentina            | Sports Ground                                               |                                                             |
| 15:00 UTC+ | 15:00 UTC+     | Michael Small 79′ | (0 – 0) Rapport | 57′ Juan Jose Urruti | Sydney Publik: 16 674 Domare: Gianfranco Menegali (Italien) | Sydney Publik: 16 674 Domare: Gianfranco Menegali (Italien) |
| 15:00 UTC+ | 15:00 UTC+     |                   |                 |                      | Sydney Publik: 16 674 Domare: Gianfranco Menegali (Italien) | Sydney Publik: 16 674 Domare: Gianfranco Menegali (Italien) |
| 15:00 UTC+ | 15:00 UTC+     |                   |                 |                      | Sydney Publik: 16 674 Domare: Gianfranco Menegali (Italien) | Sydney Publik: 16 674 Domare: Gianfranco Menegali (Italien) |

| 23         | 8 oktober 1981 | Kamerun | 0 – 1           | Argentina       | Sports Ground                                              |                                                            |
| 19:00 UTC+ | 19:00 UTC+     |         | (0 – 1) Rapport | 6′ Jorge Cecchi | Sydney Publik: 28 932 Domare: Mubarak Waleed Saeed (Qatar) | Sydney Publik: 28 932 Domare: Mubarak Waleed Saeed (Qatar) |
| 19:00 UTC+ | 19:00 UTC+     |         |                 |                 | Sydney Publik: 28 932 Domare: Mubarak Waleed Saeed (Qatar) | Sydney Publik: 28 932 Domare: Mubarak Waleed Saeed (Qatar) |
| 19:00 UTC+ | 19:00 UTC+     |         |                 |                 | Sydney Publik: 28 932 Domare: Mubarak Waleed Saeed (Qatar) | Sydney Publik: 28 932 Domare: Mubarak Waleed Saeed (Qatar) |

| 24         | 8 oktober 1981 | England           | 1 – 1           | Australien      | Sports Ground                                      |                                                    |
| 21:00 UTC+ | 21:00 UTC+     | Michael Small 82′ | (0 – 1) Rapport | 7′ Mark Koussas | Sydney Publik: 28 932 Domare: Ioan Igna (Rumänien) | Sydney Publik: 28 932 Domare: Ioan Igna (Rumänien) |
| 21:00 UTC+ | 21:00 UTC+     |                   |                 |                 | Sydney Publik: 28 932 Domare: Ioan Igna (Rumänien) | Sydney Publik: 28 932 Domare: Ioan Igna (Rumänien) |
| 21:00 UTC+ | 21:00 UTC+     |                   |                 |                 | Sydney Publik: 28 932 Domare: Ioan Igna (Rumänien) | Sydney Publik: 28 932 Domare: Ioan Igna (Rumänien) |

## Slutspel

### Slutspelsträd
|  | Kvartsfinaler | Kvartsfinaler       |              |   | Semifinaler | Semifinaler |  |  | Final | Final |
|  |               |                     |              |   |             |             |  |  |       |       |
|  |               |                     |              |   |             |             |  |  |       |       |
|  |               |                     |              |   |             |             |  |  |       |       |
|  | Uruguay       | 1                   |              |   |             |             |  |  |       |       |
|  | Uruguay       | 1                   |              |   |             |             |  |  |       |       |
|  | Rumänien      | 2                   |              |   |             |             |  |  |       |       |
|  | Rumänien      | 2                   | Rumänien     | 0 |             |             |  |  |       |       |
|  |               |                     | Rumänien     | 0 |             |             |  |  |       |       |
|  |               | Västtyskland (e.f.) | 1            |   |             |             |  |  |       |       |
|  | Västtyskland  | Västtyskland (e.f.) | 1            | 1 |             |             |  |  |       |       |
|  | Västtyskland  |                     |              | 1 |             |             |  |  |       |       |
|  | Australien    | 0                   |              |   |             |             |  |  |       |       |
|  | Australien    | 0                   | Västtyskland | 4 |             |             |  |  |       |       |
|  |               |                     | Västtyskland | 4 |             |             |  |  |       |       |
|  |               | Qatar               | 0            |   |             |             |  |  |       |       |
|  | Brasilien     | Qatar               | 0            | 2 |             |             |  |  |       |       |
|  | Brasilien     |                     |              | 2 |             |             |  |  |       |       |
|  | Qatar         | 3                   |              |   |             |             |  |  |       |       |
|  | Qatar         | 3                   | Qatar        | 2 |             |             |  |  |       |       |
|  |               |                     | Qatar        | 2 |             |             |  |  |       |       |
|  |               | England             | 1            |   | Bronsmatch  | Bronsmatch  |  |  |       |       |
|  | England       | England             | 1            | 4 | Bronsmatch  | Bronsmatch  |  |  |       |       |
|  | England       |                     |              | 4 |             |             |  |  |       |       |
|  | Egypten       | 2                   |              |   |             |             |  |  |       |       |
|  | Egypten       | 2                   | Rumänien     | 1 |             |             |  |  |       |       |
|  |               |                     |              |   |             |             |  |  |       |       |
|  | England       | 0                   |              |   |             |             |  |  |       |       |
|  | England       | 0                   |              |   |             |             |  |  |       |       |

### Kvartsfinaler
| 25         | 11 oktober 1981 | Uruguay              | 1 – 2           | Rumänien                             | Olympic Park Stadium                                           |                                                                |
| 15:00 UTC+ | 15:00 UTC+      | Carlos Berruetta 60′ | (0 – 1) Rapport | 25′ Augustin Eduard 84′ Cornel Fisic | Melbourne Publik: 14 800 Domare: Gianfranco Menegali (Italien) | Melbourne Publik: 14 800 Domare: Gianfranco Menegali (Italien) |
| 15:00 UTC+ | 15:00 UTC+      |                      |                 |                                      | Melbourne Publik: 14 800 Domare: Gianfranco Menegali (Italien) | Melbourne Publik: 14 800 Domare: Gianfranco Menegali (Italien) |
| 15:00 UTC+ | 15:00 UTC+      |                      |                 |                                      | Melbourne Publik: 14 800 Domare: Gianfranco Menegali (Italien) | Melbourne Publik: 14 800 Domare: Gianfranco Menegali (Italien) |

| 26         | 11 oktober 1981 | Brasilien         | 2 – 3           | Qatar                            | Newcastle Stadium                                                 |                                                                   |
| 15:00 UTC+ | 15:00 UTC+      | Ronaldão 27′, 78′ | (1 – 1) Rapport | 10′, 54′, 87′ Khalid Almuhannadi | Newcastle Publik: 12 993 Domare: Antonio Márquez Ramírez (Mexiko) | Newcastle Publik: 12 993 Domare: Antonio Márquez Ramírez (Mexiko) |
| 15:00 UTC+ | 15:00 UTC+      |                   |                 |                                  | Newcastle Publik: 12 993 Domare: Antonio Márquez Ramírez (Mexiko) | Newcastle Publik: 12 993 Domare: Antonio Márquez Ramírez (Mexiko) |
| 15:00 UTC+ | 15:00 UTC+      |                   |                 |                                  | Newcastle Publik: 12 993 Domare: Antonio Márquez Ramírez (Mexiko) | Newcastle Publik: 12 993 Domare: Antonio Márquez Ramírez (Mexiko) |

| 27         | 11 oktober 1981 | Västtyskland         | 1 – 0           | Australien | Bruce Stadium                                                   |                                                                 |
| 15:00 UTC+ | 15:00 UTC+      | Roland Wohlfarth 69′ | (0 – 0) Rapport |            | Canberra Publik: 13 780 Domare: Henning Lund-Sorensen (Danmark) | Canberra Publik: 13 780 Domare: Henning Lund-Sorensen (Danmark) |
| 15:00 UTC+ | 15:00 UTC+      |                      |                 |            | Canberra Publik: 13 780 Domare: Henning Lund-Sorensen (Danmark) | Canberra Publik: 13 780 Domare: Henning Lund-Sorensen (Danmark) |
| 15:00 UTC+ | 15:00 UTC+      |                      |                 |            | Canberra Publik: 13 780 Domare: Henning Lund-Sorensen (Danmark) | Canberra Publik: 13 780 Domare: Henning Lund-Sorensen (Danmark) |

| 28         | 11 oktober 1981 | England                                | 4 – 2           | Egypten                                    | Sports Ground                                              |                                                            |
| 15:00 UTC+ | 15:00 UTC+      | Neil Webb 41′, 64′, 82′ John Cooke 60′ | (1 – 2) Rapport | 28′ (str.) Taher Abouzaid 40′ Hisham Saleh | Sydney Publik: 8 293 Domare: José Martínez Bazán (Uruguay) | Sydney Publik: 8 293 Domare: José Martínez Bazán (Uruguay) |
| 15:00 UTC+ | 15:00 UTC+      |                                        |                 |                                            | Sydney Publik: 8 293 Domare: José Martínez Bazán (Uruguay) | Sydney Publik: 8 293 Domare: José Martínez Bazán (Uruguay) |
| 15:00 UTC+ | 15:00 UTC+      |                                        |                 |                                            | Sydney Publik: 8 293 Domare: José Martínez Bazán (Uruguay) | Sydney Publik: 8 293 Domare: José Martínez Bazán (Uruguay) |

### Semifinaler
| 29         | 14 oktober 1981 | Qatar                           | 2 – 1           | England           | Cricket Ground                                                 |                                                                |
| 20:00 UTC+ | 20:00 UTC+      | Badir Beleal 12′ Ali Alsada 62′ | (1 – 0) Rapport | 70′ Michael Small | Sydney Publik: 12 476 Domare: Jorge Eduardo Romero (Argentina) | Sydney Publik: 12 476 Domare: Jorge Eduardo Romero (Argentina) |
| 20:00 UTC+ | 20:00 UTC+      |                                 |                 |                   | Sydney Publik: 12 476 Domare: Jorge Eduardo Romero (Argentina) | Sydney Publik: 12 476 Domare: Jorge Eduardo Romero (Argentina) |
| 20:00 UTC+ | 20:00 UTC+      |                                 |                 |                   | Sydney Publik: 12 476 Domare: Jorge Eduardo Romero (Argentina) | Sydney Publik: 12 476 Domare: Jorge Eduardo Romero (Argentina) |

| 30         | 14 oktober 1981 | Rumänien | 0000 0 – 1 (e.fl.) | Västtyskland      | Olympic Park Stadium                                          |                                                               |
| 20:30 UTC+ | 20:30 UTC+      |          | (0 – 0) Rapport    | 103′ Alfred Schön | Melbourne Publik: 15 000 Domare: Robert Valentine (Skottland) | Melbourne Publik: 15 000 Domare: Robert Valentine (Skottland) |
| 20:30 UTC+ | 20:30 UTC+      |          |                    |                   | Melbourne Publik: 15 000 Domare: Robert Valentine (Skottland) | Melbourne Publik: 15 000 Domare: Robert Valentine (Skottland) |
| 20:30 UTC+ | 20:30 UTC+      |          |                    |                   | Melbourne Publik: 15 000 Domare: Robert Valentine (Skottland) | Melbourne Publik: 15 000 Domare: Robert Valentine (Skottland) |

### Bronsmatch
| 31         | 17 oktober 1981 | Rumänien          | 1 – 0           | England | Hindmarsh Stadium                                               |                                                                 |
| 15:00 UTC+ | 15:00 UTC+      | Romulus Gabor 36′ | (1 – 0) Rapport |         | Adelaide Publik: 10 492 Domare: Henning Lund-Sorensen (Danmark) | Adelaide Publik: 10 492 Domare: Henning Lund-Sorensen (Danmark) |
| 15:00 UTC+ | 15:00 UTC+      |                   |                 |         | Adelaide Publik: 10 492 Domare: Henning Lund-Sorensen (Danmark) | Adelaide Publik: 10 492 Domare: Henning Lund-Sorensen (Danmark) |
| 15:00 UTC+ | 15:00 UTC+      |                   |                 |         | Adelaide Publik: 10 492 Domare: Henning Lund-Sorensen (Danmark) | Adelaide Publik: 10 492 Domare: Henning Lund-Sorensen (Danmark) |

### Final
| 32         | 18 oktober 1981 | Västtyskland                                               | 4 – 0           | Qatar | Cricket Ground                                                 |                                                                |
| 15:00 UTC+ | 15:00 UTC+      | Ralf Loose 28′, 66′ Roland Wohlfarth 42′ Holger Anthes 86′ | (2 – 0) Rapport |       | Sydney Publik: 18 531 Domare: Arnaldo Cézar Coelho (Brasilien) | Sydney Publik: 18 531 Domare: Arnaldo Cézar Coelho (Brasilien) |
| 15:00 UTC+ | 15:00 UTC+      |                                                            |                 |       | Sydney Publik: 18 531 Domare: Arnaldo Cézar Coelho (Brasilien) | Sydney Publik: 18 531 Domare: Arnaldo Cézar Coelho (Brasilien) |
| 15:00 UTC+ | 15:00 UTC+      |                                                            |                 |       | Sydney Publik: 18 531 Domare: Arnaldo Cézar Coelho (Brasilien) | Sydney Publik: 18 531 Domare: Arnaldo Cézar Coelho (Brasilien) |